# Jimmy McHugh

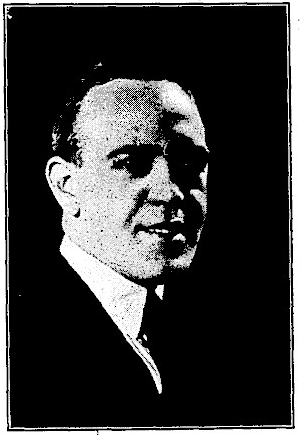
Jimmy McHugh (1921)

Jimmy McHugh (* 10. Juli 1894 in Boston, Massachusetts; † 23. Mai 1969 in Beverly Hills, Kalifornien; eigentlicher Name James Francis McHugh) war ein US-amerikanischer Komponist.

## Leben und Wirken
McHugh studierte Musik in seiner Heimatstadt Boston, war Korrepetitor am Bostoner Opernhaus und arbeitete für die Irving Berlin Company. 1917 entstand sein erster Song Emaline. 1921 ging er nach New York City, nahm einen Job im Musikverlag von Jack Mills an und schrieb Lieder für Broadwayshows. Einen frühen Hit konnte er 1924 mit When My Sugar Walks Down the Street verbuchen; der Song entstand zusammen mit Gene Austin und Jack Mills’ Bruder Irving. Für ihn schrieb er 1925 Everything is Hotsy Totsy Now, nach dem Mills seine Hotsy Totsy Boys benannte. Sein erster großer Broadway-Erfolg war die Revue Blackbirds of 1928, dessen von Bill Bojangles Robinson vorgestellten Songs Doin’ the New Low Down und Diga Diga Doo erfolgreiche Einspielungen durch das Duke Ellington Orchestra erlebten. Damit begann auch McHughs Zusammenarbeit mit der Liedtexterin Dorothy Fields. Bei der Oscarverleihung 1944 war er zusammen mit Herb Magidson für einen Oscar in der Kategorie Bester Song nominiert mit dem Lied Say a Prayer for the Boys Over There aus dem Film Hers to Hold. 
Bis in die 1950er Jahre schrieb McHugh über 250 Songs, von denen einige Klassiker des amerikanischen Liedrepertoires wurden. Die Texte zu seinen Liedern schrieben außer Fields Autoren wie Harold Adamson, Johnny Mercer oder Frank Loesser. Zu seinen bekanntesten Songs gehören: I Can’t Give You Anything but Love, I Couldn’t Sleep a Wink Last Night, I Can’t Believe That You’re in Love with Me, Exactly Like You und On the Sunny Side of the Street.